# 토마 니키포로브
토마 니키포로브(프랑스어: Toma Nikiforov, 1993년 1월 25일~)는 벨기에의 유도 선수이다. 올림픽에 2회(2016, 2020) 참가하였고, 세계 선수권 대회에서 은메달 1개, 동메달 1개, 유럽 선수권 대회에서 금메달 2개, 은메달 1개를 획득했다.